# Pitanga (Parana)
Pitanga – miasto i gmina w Brazylii, w stanie Parana. Znajduje się w mezoregionie Centro-Sul Paranaense i mikroregionie Pitanga.